# Tschechoslowakischer Meister (Eishockey)

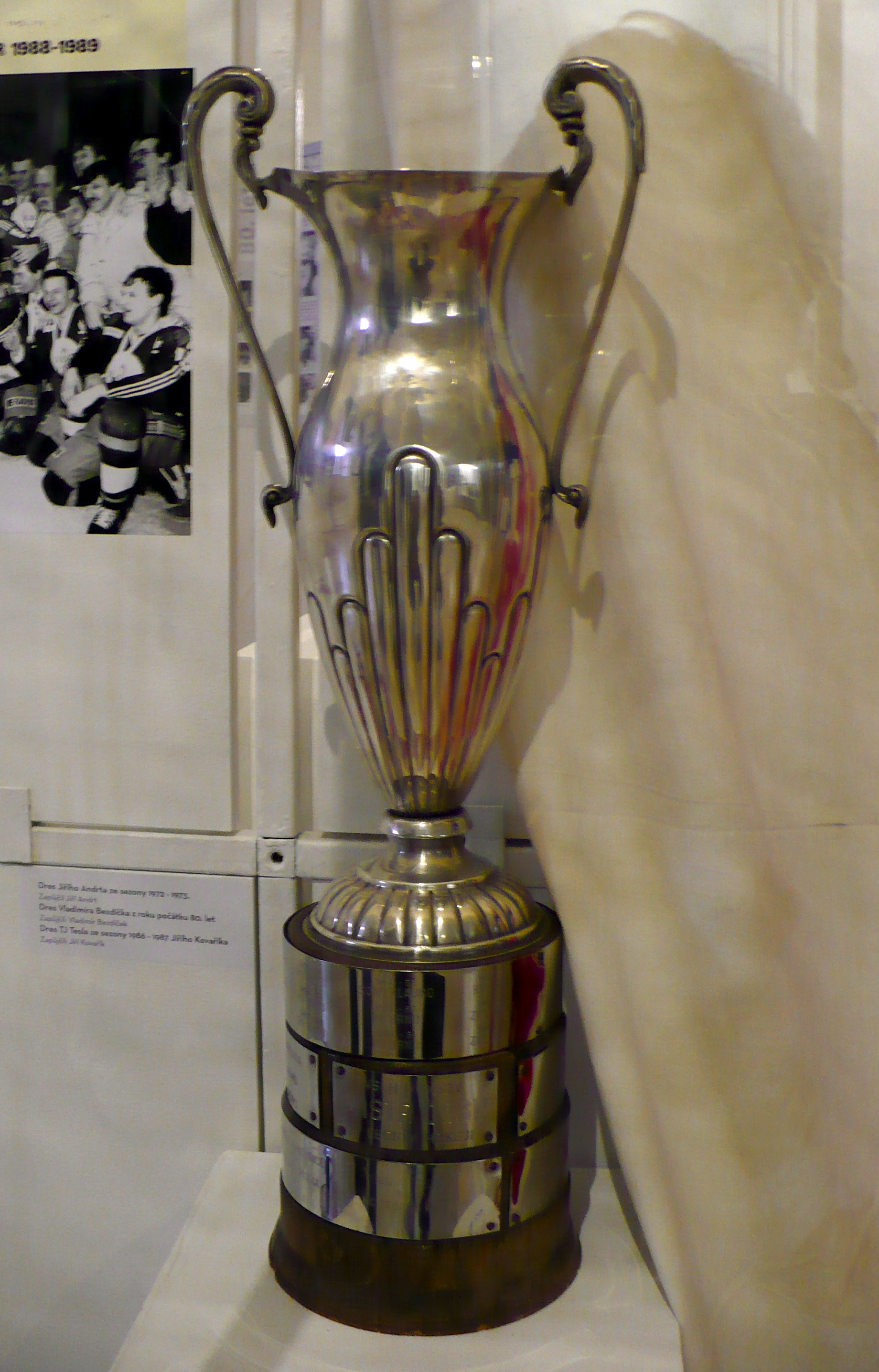
Federální Pohár die Meisterschaftstrophäe der 1. Liga

Der Tschechoslowakische Eishockeymeister der Herren wurde von 1931 bis 1993 mit der Unterbrechung von 1939 bis 1945 ausgespielt. Ein Ligasystem wurde erst mit der Saison 1936/37 eingeführt. Zwischen 1939 und 1944 wurde eine Meisterschaft des Protektorats Böhmen und Mähren sowie der eigenständigen Slowakei ausgespielt. Rekordmeister mit zwölf Titeln sind LTC Prag und Dukla Jihlava.

## Offizielle Ligabezeichnungen
- 1936/37 – 1937/38 slowakisch: Štátna liga, tschechisch: Státní liga (deutsch: Staatsliga)
- 1945/46 – 1948/49 slowakisch: Štátna liga, tschechisch: Státní liga (deutsch: Staatsliga)
- 1949/50 slowakisch: Celoštátna majstrovská súťaž, tschechisch: Celostátní mistrovská soutěž (deutsch: Gesamtstaatlicher Meisterwettberb)
- 1950/51 slowakisch: Celoštátné majstrovstvo, tschechisch Celostátní mistrovství (deutsch: Gesamtstaatliche Meisterschaft)
- 1951/52 – 1955/56 slowakisch: Majstrovstvo republiky, tschechisch: Mistrovství republiky (deutsch: Meisterschaft der Republik)
- 1956/57 – 1992/93 slowakisch: 1. liga, tschechisch: 1. liga (deutsch: 1. Liga), halboffiziell auch 1. Gesamtstaatliche Eishockeyliga (tschechisch: 1. celostátní hokejová liga, slowakisch: 1. celoštátna hokejová liga)

## Herren

### Nach Jahren
- 1931 LTC Prag
- 1932 LTC Prag
- 1933 LTC Prag
- 1934 LTC Prag
- 1935 LTC Prag
- 1936 LTC Prag
- 1937 LTC Prag
- 1938 LTC Prag
- 1939–1945 nicht ausgetragen
- 1946 LTC Prag
- 1947 LTC Prag
- 1948 LTC Prag
- 1949 LTC Prag
- 1950 ATK Prag
- 1951 ZSJ SKP České Budějovice
- 1952 ZSJ Vítkovické železárny
- 1953 Spartak Prag Sokolovo
- 1954 Spartak Prag Sokolovo
- 1955 RH Brno
- 1956 RH Brno
- 1957 RH Brno
- 1958 RH Brno
- 1959 ŠONP Kladno
- 1960 RH Brno
- 1961 RH Brno
- 1962 RH Brno
- 1963 RH Brno
- 1964 ŽKL Brno
- 1965 ŽKL Brno
- 1966 ŽKL Brno
- 1967 ASD Dukla Jihlava
- 1968 ASD Dukla Jihlava
- 1969 ASD Dukla Jihlava
- 1970 ASD Dukla Jihlava
- 1971 ASD Dukla Jihlava
- 1972 ASD Dukla Jihlava
- 1973 Tesla Pardubice
- 1974 ASD Dukla Jihlava
- 1975 ŠONP Kladno
- 1976 ŠONP Kladno
- 1977 ŠONP Kladno
- 1978 ŠONP Kladno
- 1979 HC Slovan Bratislava
- 1980 Poldi ŠONP Kladno
- 1981 TJ Vítkovice
- 1982 ASD Dukla Jihlava
- 1983 ASD Dukla Jihlava
- 1984 ASD Dukla Jihlava
- 1985 ASD Dukla Jihlava
- 1986 VSŽ Košice
- 1987 Tesla Pardubice
- 1988 VSŽ Košice
- 1989 Tesla Pardubice
- 1990 Sparta Prag
- 1991 ASD Dukla Jihlava
- 1992 HC Dukla Trenčín
- 1993 HC Sparta Prag

### Statistik
| Anzahl | Klub                  | Saisons |
| ------ | --------------------- | --- |
| 12     | ASD Dukla Jihlava     | 1966/67, 1967/68, 1968/69, 1969/70, 1970/71, 1971/72, 1973/74, 1981/82, 1982/83, 1983/84, 1984/85, 1990/91 |
| 11     | Kometa (ZKL, RH) Brno | 1954/55, 1955/56, 1956/57, 1957/58, 1959/60, 1960/61, 1961/62, 1962/63, 1963/64, 1964/65, 1965/66          |
| 6      | LTC Prag              | 1936/37, 1937/38, 1945/46, 1946/47, 1947/48, 1948/49                                                       |
| 6      | Poldi (SONP) Kladno   | 1958/59, 1974/75, 1975/76, 1976/77, 1977/78, 1979/80                                                       |
| 4      | Sparta (Spartak) Prag | 1952/53, 1953/54, 1989/90, 1992/93                                                                         |
| 3      | Tesla Pardubice       | 1972/73, 1986/87, 1988/89                                                                                  |
| 2      | TJ Vítkovice (VŽKG)   | 1951/52, 1980/81                                                                                           |
| 2      | VSŽ Košice            | 1985/86, 1987/88                                                                                           |
| 1      | ATK Prag              | 1949/50 |
| 1      | SKP České Budějovice  | 1950/51 |
| 1      | Dukla Trenčín         | 1991/92 |
| 1      | Slovan Bratislava     | 1978/79 |

## Frauen
- 1985 TJ Kovo Prag
- 1986 TJ Sparta Prag
- 1987 TJ Lokomotiva Beroun
- 1988 TJ Lokomotiva Beroun
- 1989 TJ Škoda Plzeň
- 1990 TJ Lokomotiva Beroun
- 1991 TJ Lokomotiva Beroun
- 1992 TJ Lokomotiva Beroun
- 1993 H+S Lokomotiva Beroun